# Катарина фон Гелдерн
Катарина фон Гелдерн (на немски: Katharina von Geldern, Catherine d'Egmont; * ок. 1440, Граве; † 25 януари 1497, Гелдерн) е херцогиня на Херцогство Гелдерн от Дом Егмонт. Тя управлява херцогството между 1477 и 1483 г.

## Биография
Тя е най-малката дъщеря на Арнолд от Егмонт (1373 – 1448), херцог на Гелдерн и граф на Цутфен, и на първата му съпруга Катарина фон Клеве (1417 – 1479), дъщеря на херцог Адолф II фон Клеве и втората му съпруга Мария Бургундска. Сестра е на херцог Адолф (1438 – 1477) и Мария Гелдерландска, която през 1449 г. се омъжва за крал Джеймс II от Шотландия.
През 1477 г. Катарина последва брат си Адолф и е регентка на нейните племенници Карл и Филипа. Тя остава първо неомъжена, започва връзка и се омъжва тайно за епископа на Лиеж, Лудвиг Бурбон (1438 – 1482), син на херцог Шарл I дьо Бурбон.

## Деца
Катеарина има три извънбрачни сина от Лудвиг Бурбон:
- Пиер Бурбон (1464 – 1529), барон на Бюсе и камерхер на Луи XII ,[2] ∞ 1498 за Маргерит дьо Д'Алегр
- Луи Борбон (1465– умира като дете)
- Жак Бурбон (1466 – 1537), йезуит